# Kaledón pálmalóri
A kaledón pálmalóri (Vini diadema) a madarak osztályába a papagájalakúak (Psittaciformes) rendjébe és a szakállaspapagáj-félék (Psittaculidae) családjába, azon belül a lóriformák (Loriinae) alcsaládjába tartozó, mára valószínűleg kihalt faj.

## Rendszerezése
A fajt Jules Verreaux és Marc Athanese Parfait Oeillet Des Murs írták le 1860-ban két gyűjtött példány alapján, a Psitteuteles nembe Psitteuteles diadema néven. Populációja apró, nem észlelték 1976 óta, annak ellenére, hogy 1998-ban keresték. Sokan úgy gondolják hogy már kipusztult, de a sűrű erdőkben még élhet, ezért egyelőre kihalófélben lévőnek kell tekinteni.
A 2020-ban lezajlott filogenetikai vizsgálatok eredményeképp sorolták át a Vini nembe.

## Előfordulása
A Csendes-óceán délnyugati részén található, Franciaország tengerentúli területéhez tartozó, Új-Kaledónián honos. Természetes élőhelyei a szubtrópusi és trópusi síkvidéki és hegyi esőerdők, valamint száraz cserjések. Állandó, nem vonuló faj.

## Megjelenése
Testhossza 19 cm hosszú.  Tollazata fényes zöld színű. Kék a koronája és a combjai, sárga az arca.  

## Természetvédelmi helyzete
Az elterjedési területe rendkívül kicsi, egyedszáma pedig 50 példány alatti. A Természetvédelmi Világszövetség Vörös listáján súlyosan veszélyeztetett (valószínűleg kihalt) fajként szerepel.